# Burg Wangen (Elsass)
Die Burg Wangen ist eine abgegangene stauferzeitliche Wasserburg aus dem frühen 13. Jahrhundert in Wangen im Elsass in Frankreich.
Die Burg war auf einem achteckigen Grundriss angelegt und gehört damit zusammen mit Eguisheim, Guebwiller und Kilchberg zu den wenigen oktogonalen Anlagen im schwäbisch-alemannischen Raum. Für 1147 ist ein Ministeriale Hetzel von Wangen belegt. Ob es zu dieser Zeit bereits eine Burg in Wangen gab, ist nicht nachweisbar. Gesicherte Belege gibt es erst ab 1216. In der Folgezeit verlor die Burg schnell an Bedeutung. 1444 wurde sie von den Armagnaken besetzt und 1514 durch revoltierende Einwohner zerstört. 1566 verkauften die Wangener (les Wangen) die Rechte an die Abtei Saint-Etienne in Straßburg, von der aus schließlich 1750 die Steine der Burg zur Erbauung ihres Freihofs in Straßburg abgetragen wurden. Obwohl es keine sichtbaren Überreste der Burg gibt, wurde sie aufgrund von archäologischen Befunden als monument historique eingestuft.